# Jüdische Zeitung (Wien)

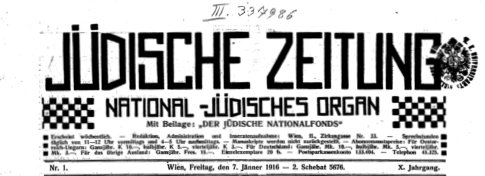
Erscheinungsjahr 1916

Jüdische Zeitung war der Name einer von 1907 bis 1920 in Wien erschienenen zionistischen Zeitung.
Herausgeber bzw. Chefredakteure waren Isidor Margulies, Alexander Geller, Moses Waldmann, David Nebenzahl u. a.
Ihre Aufgabe sah sie darin, die politische Erziehung der Juden zu fördern und dazu beizutragen, dass die nationaljüdischen Bestrebungen stets mit politischfreiheitlichem [sic] und sozialfortschrittlichem Geiste erfüllt bleiben (Nr. 2, 5. Juni 1907, S. 3).